# Czujnik piezoelektryczny

Dysk piezoelektryczny generuje napięcie podczas odkształcenia.

Czujnik piezoelektryczny zwany też przetwornikiem piezoelektrycznym – czujnik wykorzystujący zjawisko piezoelektryczne dla przetworzenia zmian kształtu lub sił nań działających na napięcie elektryczne. Znajduje zastosowanie w układach zamiany i pomiaru sił, ciśnienia, prędkości i drgań.
Działanie opiera na zjawisku piezoelektrycznym, gdzie ładunek elektryczny usytuowany jest na ściankach kryształu przy deformacji, natomiast zmiana odkształcenia kryształu powoduje zmianę znaku ładunku na przeciwny. Jest to jedno ze zjawisk wykorzystanych w tych czujnikach, drugim zjawiskiem jest tzw. „zjawisko odwrotne” czyli jeśli przyłożymy napięcie do kryształu nastąpi odkształcenie-zmiana wymiaru.
Dla zjawiska pierwszego w czujniku na materiał piezoelektryczny działa masa m z siłą równą F = a x m, która powoduje wytworzenie ładunku proporcjonalnego do natężenia, tak więc jest to czujnik przyspieszenia – a. Materiał z którego jest wytworzona płytka piezoceramiczna jest to najczęściej kwarc, lub spiek ceramiczny.
Przy zmianach kształtu (rozciąganie, ściskanie) zmiany gęstości ładunku Q pod wpływem siły F są natychmiastowe, przedstawia to zależność: Q = kp x F
Przykładowo dla kwarcu mamy moduł piezoelektryczny kp = 2,2 x 10-12 C/N, dla turmalinu kp = 5,9 x 10-12 C/N, dla ferroelektryków moduł piezoelektryczny jest około 100 razy większy. Przyłożone siły są przekazywane na płytkę piezoelektryczną za pomocą igły, kulki czy też membrany. Największe znaczenie techniczne ze względu na stałość parametrów ma kwarc.
Stwierdzono, że niektóre ciała, m.in. kwarc, sól Seignette’a, turmalin, tytanian baru, mają interesujące właściwości, polegające na tym, że rozciąganie lub ściskanie płytek, odpowiednio z tych ciał wyciętych, powoduje pojawienie się ładunków elektrycznych na powierzchni tych płytek.
Omówimy to na przykładzie kwarcu o budowie jonowej (jony krzemu dodatnie i jony tlenu ujemne). Trwałość budowy krystalicznej wiąże się z oddziaływaniami ładunków.
W krysztale takim rozróżniamy oś z potrójnej symetrii, zwaną osią optyczną, oraz osie x i y drugorzędowe, prostopadłe do osi z, łączące przeciwległe krawędzie boczne. Osie x i y są to tzw. osie elektryczne.
Działając siłą Fx wzdłuż osi elektrycznej x (efekt podłużny) uzyskuje się na ściankach, na które działa siła, ładunek elektryczny o gęstości: Q = kp x Fx,
działając siłą wzdłuż osi y – mechanicznej uzyskuje się również ładunki na ściankach prostopadłych do osi mechanicznej (efekt poprzeczny).
Napięcie powstałe na elektrodach pod wpływem ładunku jonowego Q2 jest odwrotnie proporcjonalne do sumy pojemności kryształu Ck i układu pomiarowego Cm
Miarą dobroci czujnika jest jego czułość piezoelektryczna.